# Sennius abbreviatus
Sennius abbreviatus är en skalbaggsart som först beskrevs av Thomas Say 1824.  Sennius abbreviatus ingår i släktet Sennius och familjen bladbaggar. Inga underarter finns listade i Catalogue of Life.